# 石龙镇 (东莞市)
石龍鎮，位于中国广东省東莞市北部，是东莞市经济较为发达、人口密度较大的镇。东北为惠州市博羅縣石湾镇，西北为广州市增城区石滩镇，南面是東莞茶山鎮，西面是石碣鎮。在清朝，石龙就以活跃的商业贸易而驰名省港，曾与廣州、佛山、顺德陳村（简称"省佛陈龙"）并称“廣東四大名鎮”，是东莞地区最早设镇的地方。而石龍人陳鏡開在1956年打破舉重輕量級挺舉項目，且之後該鎮又多度出現舉重選手，故有“舉重之鄉”稱號。

## 行政区划
石龙镇下辖以下地区：
中山东社区、中山西社区、兴龙社区、忠维村、林屋村、新维村、蒲溪村、西湖村、王屋洲村和黄家山村。

## 人口
2020年未，第七次全国人口普查石龍鎮户籍人口8.50萬人，常住人口14.48萬人。

## 交通

### 铁路交通
廣深鐵路纵贯石龍鎮，曾設有石龍站。2014年1月8日開始石龍站停止使用，由東莞站取代，每天有多班列車行經，省内列车主要开往深圳、广州、惠州、汕头、梅州、怀集等。
原位於常平的旧「東莞站」站名則改回「常平站」，「常平站」的长途列车服务亦同时迁往石龙镇東莞站。
原有石龍站在搬遷後改建為鐵路博物館及貨運場及客技編組站之用。
2016年，東莞軌道交通R2線开通，连接东莞站及虎门站，接通东莞市石龙镇、茶山镇、东城街道、南城街道、厚街镇及虎门镇。

### 陆路交通
莞龙路、东江大道连接东莞市区及石龙镇。
镇内有石龙华南大桥、石龙南岸大桥连接石龙西湖及石龙旧镇区，石龙东岸大桥接通石龙旧镇区及石龙新城区，石龙南二桥连接石龙西湖及石龙新城区。
石湾大桥连接石龙旧镇区及惠州市博罗县石湾镇旧镇区，沙河大桥连接石龙新城区及惠州市博罗县石湾镇新城区。

## 经济

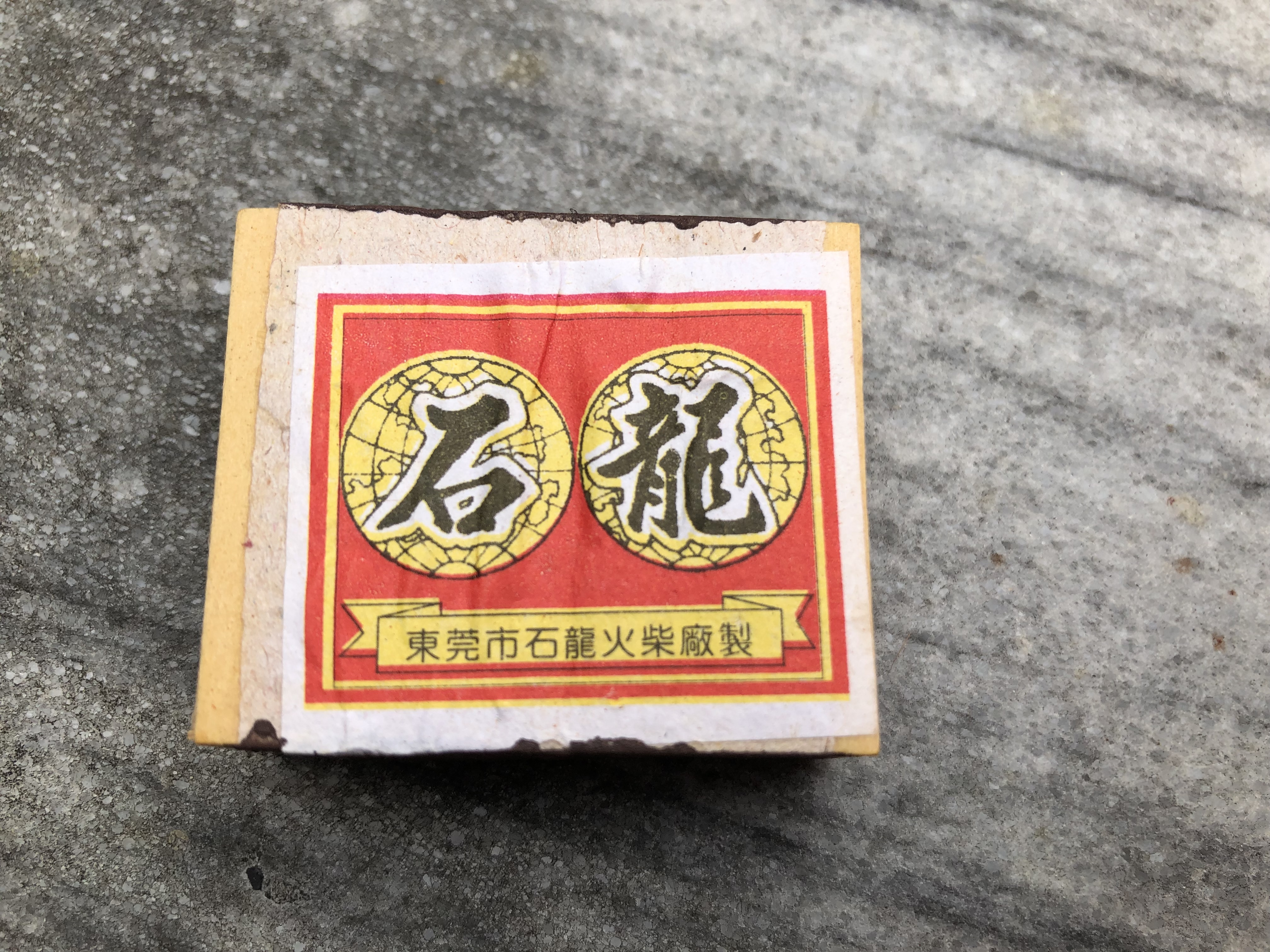
石龙火柴

石龙镇的经济主要以引进外资特别是外资为主。目前石龙镇的主要外资企业包括日本京瓷光学及京瓷美达、柯尼卡美能达、太阳光学、津威饮料、三协精机等。

## 教育
- 石龙中学
- 石龙第二中学
- 石龙第三中学
- 石龙职业技术学校
- 石龙青少年业余体育学校
- 石龍第九小學
- 石龍中心小學
- 明德小學

## 医疗
- 东莞市松山湖中心医院（前称：东莞市第三人民医院、石龙人民医院、惠育医院）：具有百年历史的三级甲等医院
- 東莞市第八人民医院（前称：博愛醫院）：即 东莞市儿童医院

## 电视广播
长年以来，石龙镇当局会每天晚上10:45在翡翠台插播由石龙镇文化广电服务中心制作的《石龙新闻》，时间通常为10至15分钟，令民众无法完整收看正常的节目。广东省广播电影电视局声称，因石龙镇没有自己的电视频道，根据“有关协议”（无法得知协议名称及内容），故需要在翡翠台插播，如果个别时期镇的“宣传任务”比较重，《石龙新闻》的播出时间可能更为偏长。广电当局亦没有解释为何《石龙新闻》一定要在翡翠台，而不在广东省或东莞市电视频道，如广东新闻频道或东莞电视台中插播。

## 歷代名人
- 林直勉：曾任孫中山秘書，書法家，林克明堂哥
- 林克明：現代嶺南建築學派創始人之一，勷勤大學建築系首任系主任，華南理工大學建築設計研究院創始院長
- 张荫麟：歷史學家。著有《中國史綱》
- 黃俠毅：石龍黃家山人，民國第一任東莞縣縣長
- 陳鏡開：共和國時代第一個打破世界紀錄的舉重運動員，曾經9次打破世界紀錄
- 曾国强：共和國奧運會史上首個舉重冠軍
- 何鏡堂：中國工程院院士，華南理工大學建築設計院院長
- 周永泰家族：香港殖民地早期的四大家族之一，其餘為何東家族、李佩材家族、利希慎家族
- 郭富城：香港藝人
- 米雪：香港艺人
- 黃煥枝：澳門黃枝記粥麵店的創始人

## 荣誉
石龙先后被国家、省市等上级领导部门评定为国家星火技术密集区、国家信息化试点镇、全国创建文明小城镇示范点、国家卫生镇、全国小城镇综合发展水平1000强、国家电子信息产业基地、全国文明镇、广东省中心镇、广东省文明示范镇、广东省信息技术推广应用专业镇、广东省制造业信息化工程试点示范镇、广东省专业镇技术创新试点单位、广东省产业集群升级示范区、广东省教育强镇、东莞市文明示范镇、东莞市科技进步特等奖及东莞市环卫绿化工作先进镇区等。2008年成为中国历史文化名镇。得到广东省科学技术奖特等奖。2009年，国际花园城市评选决赛中成为此届国际宜居城镇组别的第一名。

## 特产
- 石龍麥芽糖